# Ramón Torrella Cascante

Erzbischofswappen von Ramón Torrella Cascante

Ramón Torrella Cascante (* 30. April 1923 in Olesa de Montserrat; † 22. April 2004 in Tarragona) war Erzbischof von Tarragona.

## Leben
Ramón Torrella Cascante empfing am 25. Juli 1953 die Priesterweihe.
Paul VI. ernannte ihn am 22. Oktober 1968 zum Weihbischof in Barcelona und Titularbischof von Minervium. Der 
Apostolische Nuntius in Spanien, Luigi Dadaglio, weihte ihn am 14. Dezember desselben Jahres zum Bischof; Mitkonsekratoren waren Marcelo González Martín, Erzbischof von Barcelona, und Gregorio Modrego y Casaus, Alterzbischof von Barcelona.
Der Papst ernannte ihn am 6. November 1970 zum Vizepräsidenten des Päpstlichen Rates für die Laien und für Gerechtigkeit und Frieden. Vom Amt als Vizepräsident des Päpstlichen Rates für die Laien trat er am 6. März 1974 zurück. Am 20. Dezember 1975 wurde er zum Vizepräsidenten des Päpstlichen Rates zur Förderung der Einheit der Christen ernannt. Am 11. April 1983 wurde er zum Erzbischof von Tarragona ernannt. Johannes Paul II. nahm am 20. Februar 1997 seinen altersbedingten Rücktritt an.